# 雄王庙
雄王庙，或称雄王祠，位于越南富寿省越池市义岭山，供奉历代雄王及宗室，每年农历三月初十雄王诞举行大型祭典。现由官方辟为雄王庙历史遗迹区（Khu di tích lịch sử Đền Hùng），面积达845公顷。

## 历史
传说指雄王庙所在的义岭山一带靠近文郎国国都峰州。文郎国的国君称雄王，是越南传说最古老的君王，被视为越南民族之祖。
雄王庙始建于968至979年的丁先皇时期，到15世纪的后黎朝时期形成如今的规模。20世纪20年代，学者范琼前来祭拜，称这里是“国家永恒灵魂的象征”。1956年，陈辉燎提议在每年雄王忌日时在此举办祭典。
1962年，越南民主共和国文化部认定为国家特别遗迹。2001年，越南政府颁行决议，将雄王诞定为每年农历三月初十，确定祭典章程及规模。2012年，越南政府向聯合國教科文組織申請，將富壽省的雄王祭祀信仰列為非物質文化遺產，同年12月獲得批准認可。

## 建筑
雄王庙建筑群包括四座庙、一座寺和一座雄王陵。从山脚出发，依次是廟門、下廟、中廟（雄王祖廟）、上廟與雄王陵、井廟。
- 庙门：设在义岭山脚下，始建于1917年（阮朝启定二年）。庙门上书“高山景行”[12]。两层八檐式拱门形制，高8.5米[3]。
- 下庙：沿庙门走过225个石阶到达，建于17至18世纪，为两栋三间房，分别是前拜与后宫，形成二字形格局[12]。传说妪姬（英语：Âu Cơ）在此产下百男，为越南民族的发源[3]。
- 天光寺（Chùa Thiên Quang）：近下庙，始建于陈朝（13至14世纪），大乘佛教寺庙。2000年重修，前置前堂五间、烧香堂两间、三宝堂三间，后置祖房及走廊。前门种有一棵约800年树龄的凤尾松。1954年9月19日，胡志明接管河内前曾在树根下工作[12]。
- 中庙：即雄王祖庙，建于15世纪，重修于2009年，二字形。传说指这里是雄王同将领议事的场所[12]。
- 上庙：设庙门，上书“南越肇祖”。庙门前有祭祀蜀泮的石柱。传说最早是祭天和稻谷神之地，历代雄王将铜鼓带到峰顶祭祀天地，后人即建庙祭祀历代雄王。古井（又称龙井）位于上庙下方，相传妪姬百子以井水洗浴[12]。
- 雄王陵（Lăng Hùng Vương）：位于上庙东侧，建于1870年（嗣德二十七年），1922年重修。相传是第六代雄王雄晖王的陵墓[12]。
- 井庙：建于18世纪，包括前祭、后宫和两个祭品间。1945年9月19日，胡志明在此同越南人民军308大团官兵见面，留下名言“历代雄王有建国之功，我们有卫国之责[12]”。
- 嫗姬母廟（Đền Mẫu Âu Cơ）：建于2001年，供奉貉龍君的妻子妪姬。
- 貉龙君庙（Đền thờ Lạc Long Quân）：位于义岭山东南。

遗迹区内另建有雄瀘亭、賴林廟、雄王博物館等建筑。
- 庙门
- 下庙
- 中庙
- 上庙庙门
- 雄王陵
- 井庙
- 门廊一处
- 遗迹区大门
- 遗迹区壁画

### 书目
- Ngo, Thi Diem Hang.  (PhD论文). University of Adelaide. 2016  [2023-10-08]. （原始内容存档于2023-10-09） （英语）.